# Ben Williams (triplista)
Benjamin Williams, detto Ben (Stoke-on-Trent, 25 gennaio 1992), è un triplista britannico.

## Biografia
Williams ha esordito internazionalmente nel 2008 alla versione giovanili dei Giochi del Commonwealth in India, classificandosi secondo. Nel 2012 vince una borsa di studio presso l'Università di Louisville, gareggiando nel circuito NCAA.
Ha preso parte ai Giochi olimpici di Tokyo.

## Palmarès
| Anno | Manifestazione                    | Sede       | Evento       | Risultato | Prestazione | Note |
| ---- | --------------------------------- | ---------- | ------------ | --------- | ----------- | ---- |
| 2008 | Giochi del Commonwealth giovanili | Pune       | Salto triplo | Argento   | 15,41 m     |      |
| 2009 | Mondiali allievi                  | Bressanone | Salto triplo | Oro       | 15,91 m     |      |
| 2009 | Europei juniores                  | Novi Sad   | Salto triplo | -º (q)    | 14,92 m     |      |
| 2010 | Mondiali juniores                 | Moncton    | Salto triplo | 11º       | 15,42 m     |      |
| 2019 | Mondiali                          | Doha       | Salto triplo | 17º (q)   | 16,77 m     |      |
| 2021 | Giochi olimpici                   | Tokyo      | Salto triplo | 22º (q)   | 16,30 m     |      |
| 2022 | Mondiali                          | Eugene     | Salto triplo | 26º (q)   | 15,98 m     |      |
| 2022 | Giochi del Commonwealth           | Birmingham | Salto triplo | 8º        | 16,03 m     |      |
| 2022 | Europei                           | Monaco     | Salto triplo | 6º        | 16,66 m     |      |